# ديميكلوسيكلين
ديميكلوسيكلين (بالإنجليزية: Demeclocycline)‏ هو دواء يُستعمل في علاج:
- حب الشباب[9]
- متلازمة الإفراز غير الملائم للهرمون المضاد لإدرار البول[9]
- مرض السيلان[9]
- عدوى الجهاز البولي[9]
- سعال ديكي[9]
- خمج جرثومي[10]

## دوره
يلعب هذا الدواء دورًا في علاج الأمراض كونه:
- مثبط تخليق البروتين
- مضاد حيوي